# ألبرت برودفسكي
ألبرت برودزفسكي، ألبرت بلار (من برودزيو)، ألبرت برودزيو أو ووجسيتش برودوسكي (باللاتينية، ألبيرتوس دي برودزيو؛ حوالي 1445 - حوالي 1497) كان عالم فلك بولندي، عالم رياضيات، فيلسوف ودبلوماسي. 

## حياته
ألبرت (في البولندية، وجسيتش)، الذي يوقع نفسه "دي برودزيو" ("من برودزيو")، ولد حوالي 1445، في برودزيو، بالقرب من كاليس. توجد معلومات ضئيلة حول حياته المبكرة. ومن المعروف فقط أنه عندما كان يبلغ من العمر 23 عاما كان عضوا في أكاديمية كراكو (الآن جامعة ياغيلونيا)، حيث ظل طوال حياته تقريبا، يدرس هناك لعقود من الزمن. شغل منصب عميد الأكاديمية، والوكيل (مدير ممتلكاتها)، ورئيس بورسا هونغاروروم ("المهجع" الهنغاريين "). 
يتم تذكر ألبرت كمعلم رائع. في أكاديمية كراكو نال اعجاب الطلاب من خلال معرفته الغير عادية بالأدب، وقام بتدريس الرياضيات وعلم الفلك. و حصل عام 1490 على بكالوريوس في علم اللاهوت، كما ألقى محاضرة عن فلسفة أرسطو. وحضر هذه المحاضرات نيكولاوس كوبرنيكوس، الذي التحق بالأكاديمية عام 1491. ومن الإنجازات الرئيسية التي حققها ألبرت تحديثه لتدريس علم الفلك من خلال إدخال أحدث النصوص. 
ألبرت كان على دراية جيدة بنظرية الكواكب لجورج فون بيورباخ والجداول الفلكية لريجيومونتانوس. وكان متشككا في النظام المركزي للأرض. فكان أول من قال أن القمر يتحرك في القطع الناقص ويظهر دائما في نفس الجانب من الأرض. 
وضع برودفسكي جداول لحساب أماكن الأجسام السماوية. في عام 1482 كتب القبة السماوية في ثوريكاس جورجي بورباتشي - تعليق على نص جورج فون بيورباخ، نظريات جديدة عن الكواكب - نشرت في ميلانو من قبل تلميذه، جان أوتو دي كراسيوساي. 
إلى جانب كوبرنيكوس، ضم طلاب ألبرت عالم الرياضيات برنارد وابوسكي والشاعر الألماني صاحب النهضة الإنسانية، كونراد سلتيس، الذي أنشأ في كراكوف أول مجتمع أدبي في وسط أوروبا، سوداليتاس ليترانا فيستولانا. 
بناءً على طلب الكاردينال فريدريك جاجيلوزيك (فريدريك جاجيلون)، انتقل برودوسوسكي عام 1495 إلى فيلنيوس أمينا لدوق الدوق الكبير ليتوانيا الكسندر جاجيلون، الذي أصبح فيما بعد ملك الكسندر بولندا. خدم الدوق الأكبر كدبلوماسي. واحدة من أهم مهماته شملت المفاوضات مع القيصر مسكوفي الرهيب. وكتب ألبرت في فيلنيوس  أطروحه، الموفق، الذي لم يتم العثور على أصلها.
توفي ألبرت برودزيو في فيلنيوس. التاريخ الدقيق لوفاته غير معروف. تقول بعض المصادر إنه توفي في سن الخمسين.